# ESMexpress
ESMexpress는 컴퓨터 온 모듈 (COM) 표준이다. 현재 여러 저전력 인텔 및 파워PC 플랫폼을 지원하는 완전한 프로세서 모듈이다. 각 모듈에는 CPU뿐만 아니라 메모리 및 PCI 익스프레스, 기가비트 이더넷, USB, SATA, SDVO, LVDS 및 HD 오디오와 같은 다양한 직렬 통신 인터페이스가 있다. 이러한 인터페이스는 폼 팩터의 사양에 정의되어 있으며, 신호는 두 개의 120핀 커넥터에 할당된다. 이 고정된 핀 매핑은 다른 ESMexpress 모듈을 더 쉽게 교환할 수 있도록 보장한다. 따라서 ESMexpress는 일반적으로 온보드 FPGA를 가지고 있지 않다. 이 아이디어는 COM의 캐리어 보드에 있는 FPGA에 매우 특수화된 기능을 구현하여 ESMexpress 모듈 교환을 통해 시스템 CPU 업그레이드를 쉽게 하는 것이다.
ESMexpress 표준은 95 x 125 mm의 단일 폼 팩터만 포함한다. 이 컴퓨터 온 모듈의 가장 중요한 특징은 특히 철도 또는 항공전자 분야, 또는 자동화 산업과 같은 혹독한 환경 조건을 위해 설계된 주변 기계적 개념이다. 이러한 사용 분야에서 만연한 넓은 온도 범위는 CPU에 팬이 필요 없는 냉각 개념을 통해 모듈에 의해 충족된다. 컴퓨터 보드는 알루미늄 프레임과 커버에 내장되어 전도 냉각을 통해 프로세서에서 열을 방출할 수 있다. 동시에 이 기계적 설정은 진동에 견딜 수 있는 안정성을 제공하며, 전자파 적합성 (EMC)도 제공한다.

## 표준화
ESMexpress는 VITA 조직이 관리하는 표준화 과정을 거쳐 'ANSI/VITA 59 RSE Rugged System-On-Module Express'라는 표준이 되었다.
견고한 전자 제품이 필요한 기업에게 개발 시간 단축과 10년 또는 15년 이상의 장기적인 가용성은 ESMexpress와 같은 새로운 컴퓨터 온 모듈 표준에 중요한 요소이다.
그러나 ESMexpress는 기존의 인기 있는 COM 익스프레스를 기반으로 했으며, 표준화 과정에서 작업 그룹은 이 산업적 인기를 더 잘 활용하기로 결정했다. 2013년에 표준의 명칭이 'VITA 59.00 Rugged COM Express (RCE)'로 변경되었다. 사양은 완전히 검토되었지만 ESMexpress의 기계적 프레임워크는 유지되었다. 이제 이 개념은 표준 PICMG COM.0 COM Express CPU 보드를 VITA 59 Rugged COM Express 보드로 변환하기 위한 기계적 설계를 정의한다.
공식 표준이 되지는 못했지만, ESMexpress의 개념은 원래 지정된 대로 유지되며 주로 견고한 보드-보드 커넥터 때문에 Rugged COM Express의 더 견고한 변형으로 간주될 수 있다.

## ESMini
ESMini는 ESMexpress의 파생형이다. 동일한 기계적 개념을 기반으로 한다. 컴퓨터 보드도 전도 냉각 및 EMC 보호를 위해 알루미늄 프레임과 커버에 내장되어 있으며, 보드-보드 커넥터 유형은 ESMexpress와 동일하다. ESMexpress와의 가장 중요한 차이점은 크기가 작다는 것이다. 95 x 55 mm에 불과하다. 또 다른 차이점은 ESMexpress보다 더 큰 변형과 설계 유연성을 허용한다는 것이다. 핀 배열은 표준화되어 있지 않으며 보드에는 온보드 프로세서의 칩셋에 통합되지 않은 추가 인터페이스를 구현하는 데 사용할 수 있는 FPGA가 포함될 수 있다.

## 같이 보기
- COM 익스프레스